# Трибан (Бује)
Трибан (итал. Tribano) је насељено место у Републици Хрватској у Истарској жупанији. Административно је у саставу Града Буја.
Трибан и оближње село Бибали потичу из XV. века. Настала су после словенских досељавања с Балкана на којег су продрли Турци. Подручје је било насељено много раније о чему сведоче остаци зидина оближње градине Крог.
Унутар гробљанског зида налази се црквицу св. Јурја које је осветио 1758. године бискуп Марино Боцатини, а саграђена је на темељима старије цркве из 1656. године. Здесна се налази звоник из 1872. године саграђен на високом подножју од белог камена, а завршава четвороугаоним забатом.

## Становништво
На попису становништва 2011. године, Трибан је имао 131 становника.
Према попису становништва из 2001. године у насељу Трибан живело је 150 становника који су живели у 56 породичних домаћинстава.
Кретање броја становника по пописима 1857—2001.
| година пописа  | 1857. | 1869. | 1880. | 1890. | 1900. | 1910. | 1921. | 1931. | 1948. | 1953. | 1961. | 1971. | 1981. | 1991. | 2001. |
| бр. становника | 240   | 254   | 273   | 301   | 342   | 327   | 335   | 307   | 344   | 200   | 211   | 187   | 151   | 173   | 150   |

Напомена:У 2001. смањено издвајањен насеља Бибали. 

## Попис1991.
На попису становништва 1991. године, насељено место Трибан је имало 261 становника, следећег националног састава:
| Попис 1991.‍  | Попис 1991.‍  | Попис 1991.‍ | Попис 1991.‍ | Попис 1991.‍ |
| ------------ | ------------ | ----------- | ----------- | ----------- |
|              |              |             |             |             |
| Италијани    | Италијани    |             | 109         | 41,76%      |
| Хрвати       | Хрвати       |             | 41          | 15,70%      |
| Албанци      | Албанци      |             | 17          | 6,51%       |
| Словенци     | Словенци     |             | 13          | 4,98%       |
| Југословени  | Југословени  |             | 8           | 3,06%       |
| Срби         | Срби         |             | 6           | 2,29%       |
| Муслимани    | Муслимани    |             | 3           | 1,14%       |
| Мађари       | Мађари       |             | 1           | 0,38%       |
| остали       | остали       |             | 1           | 0,38%       |
| неопредељени | неопредељени |             | 10          | 3,83%       |
| регион. опр. | регион. опр. |             | 52          | 19,92%      |
| укупно: 261  |              |             |             |             |